# Sorde-l’Abbaye
Sorde-l’Abbaye – miejscowość i gmina we Francji, w regionie Nowa Akwitania, w departamencie Landy.
Według danych na rok 1990 gminę zamieszkiwało 569 osób, a gęstość zaludnienia wynosiła 35 osób/km² (wśród 2290 gmin Akwitanii Sorde-l’Abbaye plasuje się na 664. miejscu pod względem liczby ludności, natomiast pod względem powierzchni na miejscu 691.).